# Agnieszka Rabka
Agnieszka Rabka (née Śrutowska le 30 août 1978 à Cracovie) est une ancienne joueuse de volley-ball polonaise, désormais entraîneur. Elle mesure 1,78 m et jouait au poste de passeuse. Elle a totalisé 2 sélections en équipe de Pologne.

## Clubs
| Club                             | De        | À         |
| -------------------------------- | --------- | --------- |
| Wisła Cracovie                   | 1994-1995 | 1997-1998 |
| KPSK Stal Mielec                 | 1998-1999 | 2000-2001 |
| SCU Emlichheim                   | 2001-2002 | 2001-2002 |
| KPSK Stal Mielec                 | 2002-2003 | 2002-2003 |
| SCU Emlichheim                   | 2003-2004 | 2003-2004 |
| BKS Stal Bielsko-Biała           | 2004-2005 | 2004-2005 |
| KS Pałac Bydgoszcz               | 2005-2006 | 2007-2008 |
| Muszynianka Muszyna              | 2008-2009 | 2011-2012 |
| PSPS Chemik Police               | 2012-2013 | 2014-2015 |
| İdmanocağı Spor Kulübü           | 2015-2016 | 2015-2016 |
| MKS Muszyna                      | 2016-2017 | 2016-2017 |
| AZS KSZO Ostrowiec Świętokrzyski | 2017-2018 | 2017-2018 |
| KS Developres Rzeszów            | jan 2018  | 2018-2019 |

## Palmarès
- Championnat de Pologne
  - Vainqueur : 2008, 2009, 2011, 2015.
  - Finaliste : 2010, 2012.
- Coupe de Pologne
  - Vainqueur : 2011.
  - Finaliste : 2009, 2010, 2015, 2019.
- Supercoupe de Pologne
  - Vainqueur : 2009, 2011, 2014.
  - Finaliste : 2008.
- Challenge Cup
  - Finaliste : 2016.